# Trasfigurazione (Giovanni Bellini Venezia)
La Trasfigurazione è un dipinto tempera su tavola (143x68 cm) di Giovanni Bellini, databile al 1455-1460 circa e conservato nel Museo Correr di Venezia.

## Storia
L'opera fa parte del nucleo di opere cosiddette "mantegnesche" della fase giovanile del Bellini, dove cioè sono evidenti le influenze del cognato Andrea Mantegna. Per questo la datazione si colloca vicino al periodo 1455-1460, quando Mantegna fece probabilmente anche un soggiorno a Venezia, facilitando il contatto tra i due pittori.
La firma del Mantegna, nel cartiglio in basso, è ritenuta apocrifa e fu all'origine dei primi errori attributivi.
La provenienza del dipinto è ignota; perché al momento del lascito alla città di Venezia, nel 1830, il donatore Teodoro Correr aveva distrutto ogni documentazione riguardante la sua storia precedente.

## Descrizione e stile
L'opera era originariamente cuspidata e in un secondo momento venne "attualizzata" dandole la forma rettangolare attuale.
Elia e Mosè si manifestano accanto a Gesù sul monte Tabor, mentre poco più in basso sono rimasti folgorati gli apostoli Pietro, Giacomo e Giovanni, secondo un'iconografia che ha le sue origini dai vangeli sinottici.
Tutta la composizione è concepita secondo un moto ascendente, diviso dagli strati rocciosi, che culmina nella figura biancovestita di Cristo. Le figure sono inarcate sulle proprie spalle, con le teste forzate in scorci arditi, dettati probabilmente da un desiderio di emulare le stupefacenti illusioni prospettiche di Mantegna. La scansione dei piani infatti è enfatizzata prospetticamente da una visione "da sotto in su" del gruppo superiore di Cristo tra i profeti.
Spiccano le linee spezzate e il segno asciutto e incisivo, nelle rocce come nei panneggi, con un'espressività cruda che andrà progressivamente attenuandosi nelle opere successive di Giovanni. Ne è un esempio il paesaggio che, soprattutto a sinistra, è già impostato a una maggiore dolcezza e a un realismo fresco che qui si incontra forse per la prima volta in un'opera dell'artista. Grazie infatti alla nuova enfasi posta sulla luce e il colore, la veduta è intenerita e riesce a immergere la scena miracolosa in una dolce atmosfera vespertina, derivata dall'esempio fiammingo.